# Gadog (Megamendung)
Gadog is een bestuurslaag in het regentschap Bogor van de provincie West-Java, Indonesië. Gadog telt 7166 inwoners (volkstelling 2010).